# غويدو أرا
غويدو أرا (Guido Ara) ؛ (فرشيلي، 28 أغسطس 1888 - 2 يوليو 1975)، لاعب كرة قدم إيطالي سابق ومدرب كرة قدم إيطالي سابق.
بدأ مسيرته الكروية مع برو فرشيلي في عام 1908، ولعب معهم حتى عام 1921، وشارك معهم في 163 مباراة وسجل 7 أهداف.
و قد لعب مع منتخب إيطاليا لكرة القدم بين عامي 1911 و1920، وشارك معهم في 13 مباراة وسجل هدف واحد.
و في عام 1919 بدأ مسيرته التدريبية مع نادي برو فرشيلي، ودربهم حتى عام 1926، وفي عام 1927 انتقل إلى تدريب نادي كومو، ودربهم حتى عام 1929، وفي عام 1932 درب نادي برو فرشيلي مرة أخرى، وتركهم في عام 1934، وفي عام 1934 انتقل إلى نادي فيورنتينا، ودربهم حتى عام 1937، وفي عام 1937 انتقل إلى تدريب نادي روما، ودربهم حتى عام 1940، وفي موسم 1940/1941 درب نادي إيه سي ميلان، وفي عام 1941 درب نادي جنوى حتى عام 1944، وفي موسم 1946/1947 درب نادي فيورنتينا.

## روابط خارجية
- غويدو أرا على موقع قاعدة بيانات كرة القدم.إي يو (الإنجليزية)
- غويدو أرا على موقع ناشيونال فوتبول تيمز (الإنجليزية)
- غويدو أرا على موقع عالم كرة القدم.نت (الإنجليزية)
- غويدو أرا على موقع أوليمبيديا (الإنجليزية)